# معاذ الريمي
معاذ الريمي لاعب كرة قدم يمني يلعب في خط الوسط.
لعب سابقاً في نادي العين في الفئات السنية و نادي الحد البحريني و نادي صور العماني ووقع مع نادي نجران مطلع عام 2019 .